# Claroline
Claroline é uma ferramenta de Ensino a Distância (EaD) e de trabalho colaborativo (Licence GNU|GPL). (Ferramenta de Ensino a Distância (EaD) Open source)
Ela permite às instituições pelo mundo criar e administrar informações "on-line" 
A ferramenta pode ser descarregada gratuitamente pela internet. Está sendo utilizada em 84 países e traduzida em mais de trinta idiomas.

## Opções
- Descrição do curso
- Agenda
- Anúncios
- Documentos
- Exercícios (compativel com a norma IMS/QTI 2)
- Learning path (compativel com a norma SCORM)
- Assignments (trabalhos)
- Fóruns
- Grupos
- Usuários
- Chat
- Wiki

## Multi-ferramenta
Claroline é compativel com GNU/Linux, Mac OS e Microsoft Windows. É desenvolvida em PHP (hypertext preprocessor) e usa MySQL.

## Parceiro
Foi começada em 2000 na Bélgica UCLouvain (Universidade de Louvain) Hoje, Claroline tem a ajuda da "Région wallonne" na Bélgica.
Ela tem 3 parceiros belgas
- O CERDECAM : Centro de pesquisa em Bruxelas
- O LENTIC : Laboratório de Estudos em Liège
- O IPM : em Louvain-la-Neuve.